# دهستان رستاق (خلیل‌آباد)
دهستان رستاق نام دهستانی در بخش مرکزی شهرستان خلیل‌آباد، استان خراسان رضوی در ایران است. براساس سرشماری مرکز آمار ایران در سال ۱۳۹۵، جمعیت آن ۸٬۴۴۱ نفر (۲٬۷۴۸ خانوار) بوده است.

## روستاها
- بزنجرد
- ابراهیم‌آباد
- هفت‌خانه
- حسین‌آباد
- کلاته شادی
- کلاته شور
- میرآباد
- نقاب